# Укба ібн Нафі аль-Фіхрі
Укба ібн Нафі аль-Фіхрі (бл. 622 — 683) — державний та військовий діяч Омеядського халіфату.

## Життєпис
Належав до одного з родів курайшитів. Був небожем або стриєчним братом Амра ібн аль Аса. Брав участь у військових походах під орудою аль-Аса. У 642 році, після підкорення арабами Олександрії, Амр рушив далі на захід, підкоривши Антабулус (Барку). Укбу Амр відправив з загоном до сахарської оази на північний захід від Барки, яку було підкорено. У 643 році в складі військ Амра ібн аль-Аса брав участь у завоюванні Триполітанії. У 646—647 роках під командуванням Абдаллаха ібн Саада бився проти візантійського екзарха Григорія. Відзначився у битві біля Суфетули, де візантійці зазнали нищівної поразки.
У 661 році придушив повстання берберів в Барці й Маракії. У 662 році на чолі потужного загону рушив на підкорення Гарамантиди (Феццану), Ваддану і Куввару. До 664 року підкорив Ваддан і Куввар. Але перервав наступ через смерть Амра ібн аль-Аса. За відомостями Ібн Абд ал-Хаккама, Укба увійшов в землю Музати, захопив замки і здобув Гудаміс (Гадамес). Після цього араби здобули Кафс і Кастилію. Укба дійшов до Кайруана, але не залишився там.
У 668 році здійснив новий похід до Гарамантиди. Після захоплення важливого міста Гарама (Джарма) приборкав потім інші поселення та племена гарамантів, підкоривши їх остаточно до 669 року. У 670 році Укба ібн Нафі побудував у Бізацене Кайруан, який мав слугувати арабам базою для подальших походів. Того ж року захопив важливий порт Юстиніанополь. Невдовзі призначається новий валі (намісником) Іфрикії. На цій посади приділяв увагу підкоренню берберських племен Бізацени і Нумідії, яким завдав нищівних поразок. Разом з тим проводив жорстку політику ісламізації. У 675 році замінений на посаді Абу-л-Мухаджиром, який не виконав доручення здійснити це з повагою. Замість цього Укбу було закуто в кайдани та кинуто до в'язниці. Звільнено лише на вимогу халіфа. Після цього лікувався у Дамаску.
У 681 році знову призначений валі Іфрикії за рішенням нового халіфа Язида I. Залишивши в Кайруані Зухайр ібн Каїса, він рушив на землі візантійських провінцій Мавретанія Друга і Мавретанія Перша. Візантійці в союзі з берберами зміцнили міста Багаї, Ламбез, Тіарет. Біля Багаї арабський військовик розбив візантійсько-берберську армію, потім завдав ще кілька поразок загонам супротивників. Скориставшись сум'яттям, спробував захопити Карфаген, проте невдало. Зрештою, Укба ібн Нафі, просуваючись вглиб території Мавретанії, підійшовши до Тахерту, де розгромив берберські військо, що забезпечило йому вільний шлях до Септему. Арабські війська вийшли до міста Тінгіс, коміт якого Юліан уклав мир з Укбой.
Арабське військо повернуло від Танжера на південь, опанувало Волюбілісом, підкоривши територію візантійської провінції Мавретанія Перша (сучасне Марокко), а Укба ібн Нафі першим з арабів вийшов до берега Атлантичного океану, заявивши, щозахідний похід завершено. Після цього арабське військо в 683 році рушило назад до Кайруану. Укба ібн Нафі розділив армію на кілька загонів, що рушили на схід різними шляхами. В цей час берберські племена об'єднав Кусейла, який перетнув шлях арабам до Кайруану. В битві біля Вескери (сучасна Біскра) араби на чолі з Укбою зазнали поразки, а сам валі загинув. Поразка і загибель Укби ібн Нафі привели до тимчасової втрати арабами завойованих територій. Згодом на місці загибелі Укби було зведено мавзолей-куббе і мечеть, що стала місцем паломництва. Потім навколо мечеті утворилося місто, назване Сіді-Окба.

## Родина
- Абд ар-Рахман, валі Єгипту в 684 році
- Язид, учасник підкорення Магриба 690-х років